# Флаг Новосиля
Флаг городского поселения Новоси́ль муниципального образования Новосильский район Орловской области Российской Федерации.
Флаг утверждён 29 октября 2010 года и внесён в Государственный геральдический регистр Российской Федерации с присвоением регистрационного номера 6525.
Флаг является официальным символом муниципального образования городского поселения Новосиль.

## Описание
«Прямоугольное зелёное полотнище с отношением ширины к длине 2:3, на котором изображены, пять голубых, на жёлтых стеблях, васильков и четыре жёлтых колоса, расположенных в три ряда, шахматно-попеременно».

## Обоснование символики
Флаг разработан с учётом герба городского поселения Новосиль реконструированного на основе исторического герба уездного города Новосиль Тульского наместничества, Высочайше утверждённого 8 (19) марта 1778 года. Подлинное описание исторического герба гласит: «По зелёному полю, размётанные чрез ряд: цветки васильки и златые классы, изъявляющие плодоносие полей окружности сего города».
Восстановление исторического герба уездного города в качестве официального символа современного муниципального образования показывает неразрывную связь многих поколений жителей города, историческую и культурную преемственность, бережное отношение жителей к своим традициям.
Жёлтый цвет (золото) — символ урожая, богатства, стабильности, уважения и интеллекта.
Зелёный цвет — символ природы, здоровья, молодости, жизненного роста.
Голубой цвет (лазурь) — символ чести, благородства, духовности.